# Vasermil Stadium
Vasermil Stadium – nieistniejący już wielofunkcyjny stadion w Beer Szewie, otwarty 31 października 1959. Od momentu otwarcia do 2015 r. domowy obiekt Hapoelu Beer Szewa (od 2015 r. jest nim Turner Stadium). Stadion mógł pomieścić 12 500 widzów. W lipcu 2019 r. zakończyła się jego rozbiórka, a w miejscu tego obiektu wybudowano osiedle mieszkaniowe.

## Historia
Obiekt został zainaugurowany 31 października 1959. Na otwarcie gospodarze Hapoel Beer Szewa przegrał z Hapoelem Tel Awiw 0:6. Pod koniec 1988 r. znaczącą kwotę na modernizację areny przeznaczyła Lilly Friedman-Vasermil. W zamian obiekt nazwano imieniem jej syna, Arthura Vasermila który w wieku 7 lat zginął w obozie koncentracyjnym na Majdanku (wcześniej był to po prostu Stadion Miejski). W latach 2011–2015 wybudowano w Beer Szewie nowy, typowo piłkarski stadion położony na północy miasta (Vasermil Stadium położony był w ścisłym centrum), na który przeniosła się drużyna Hapoelu. Ostatni mecz na starym obiekcie miał miejsce 30 maja 2015 (Hapoel Beer Szewa – Beitar Jerozolima 4:0).
W okresie użytkowania stadionu Hapoel Beer Szewa dwukrotnie świętował zdobycie mistrzostwa Izraela, w sezonach 1974/75 i 1975/76. W latach 1973–1988 trzy spotkania towarzyskie rozegrała na obiekcie piłkarska reprezentacja Izraela (15 listopada 1973 ze Stanami Zjednoczonymi – 2:0, 2 grudnia 1980 z Australią – 0:1 i 18 października 1988 roku z Maltą – 2:0). Ponadto 31 października 1979 Izrael rozegrał mecz eliminacyjny do turnieju piłkarskiego na IO 1980 przeciwko reprezentacji olimpijskiej Holandii (1:1; mecz ten nie jest uznawany za oficjalne spotkanie międzypaństwowe).